# Лобановы-Ростовские
Лоба́новы-Росто́вские — русский княжеский род, одна из двух ныне существующих ветвей князей Ростовских (наряду с Касаткиными-Ростовскими). Рюриковичи.

## История
Княжеский род Лобановы-Ростовские происходит от князей Ростовских, которые ведут своё происхождение от князя Василька Константиновича, убитого в Орде и причисленного православной церковью к лику святых. При его потомках Фёдоре и Константине Васильевичах Ростовское княжество поделилось на 2 части: Ростово-Усретенское и Ростово-Борисоглебское. У сына князя Константина Васильевича Ростово-Борисоглебского был правнук князь Иван Александрович Лобан, потомки которого усвоили родовое прозвание Лобановых-Ростовских.
Род князей Лобановых-Ростовских внесён в Бархатную книгу. При подаче документов (1 февраля 1686) для внесения рода в Бархатную книгу, была предоставлена их родословная роспись.
Князья Лобановы-Ростовские внесены в Гербовник (гербовник I № 12).
Существовал также не имевший к княжескому роду никакого отношения род дворян Лобановых, происходящий из смоленского шляхетства.

## Первые поколения
- Князь Иван Александрович Ростовский по прозванию Лобан (конец XV века), праправнук ростовского владетельного князя Константина Васильевича
  - Иван Иванович
    - Лобанов-Ростовский, Юрий Иванович, воевода в Туровле.
      - Лобанов-Ростовский, Иван Юрьевич, воевода в Туровле и Ругодиве во время Ливонской войны
        - Лобанов-Ростовский, Иван Иванович Козий Рог (ум. 1639), воевода и письменный голова в Томске; о его потомстве см. ниже ➤

  - Семён Иванович
    - Лобанов-Ростовский, Пётр Семёнович (ум. 1595), воевода в Новгороде, судья Разбойного приказа, окольничий
    - Лобанов-Ростовский, Иван Семёнович Большой (уп. 1618), воевода в Остроге, Новгороде и Гдове

  - Борис Иванович
    - Михаил Борисович
      - Лобанов-Ростовский, Фёдор Михайлович (уп. 1600), воевода в Полоцке, Тобольске и на Терках
      - Лобанов-Ростовский, Василий Михайлович Большой (ум. 1606), воевода различных полков, один из защитников Пскова в 1581 г.
      - Лобанов-Ростовский, Василий Михайлович Меньшой (уп. 1618), воевода во Владимире
        - Лобанов-Ростовский, Афанасий Васильевич (ум. 1629), воевода в Свияжске, судья Стрелецкого приказа, боярин

      - Лобанов-Ростовский, Семён Михайлович (уп. 1592), воевода, судья Разбойного приказа
        - Лобанов-Ростовский, Иван Семёнович Турий Рог (уп. 1632), дворянин московский, женат на Марфе Елизарьевне Пантелеевой
          - Лобанов-Ростовский, Никита Иванович (ум. 1658), воевода и окольничий

В московском Рождественском монастыре сохранилась родовая усыпальница Лобановых-Ростовских, построенная ими в 1670-е годы.

## Лобановы-Ростовские XVIII века

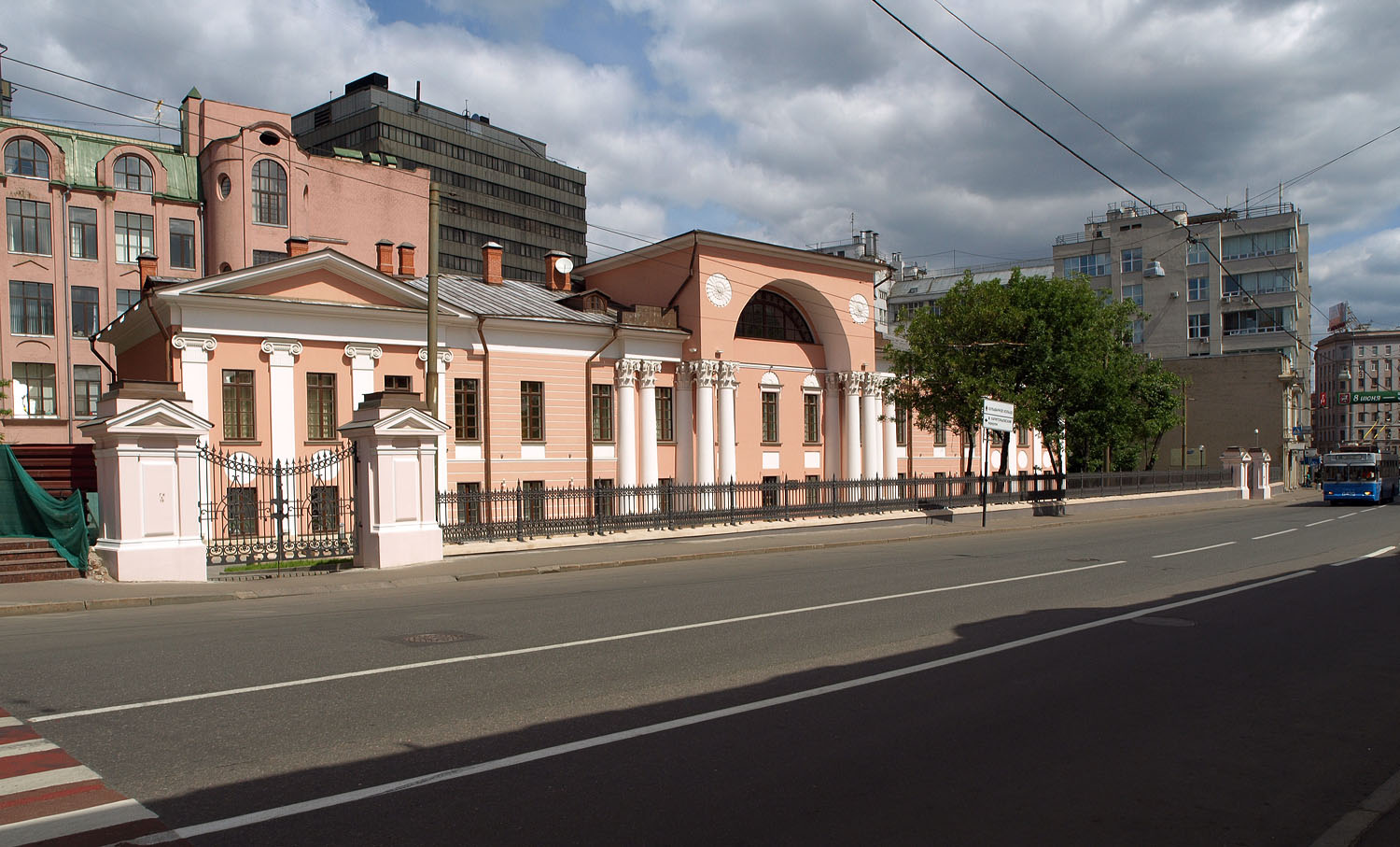
Московская усадьба Лобановых-Ростовских на Мясницкой, 43

- Лобанов-Ростовский, Иван Иванович Козий Рог (ум. 1639), воевода и письменный голова в Томске
  - Лобанов-Ростовский, Иван Иванович (ум. 1664), посол в Персию, боярин, руководивший взятием Быхова
    - Лобанов-Ростовский, Яков Иванович (1660) (1660—1732), комнатный стольник, от браков с княжнами Евдокией Петровной Урусовой и Марией Михайловной Черкасской имел 28 детей. Из его девяти внуков женился и оставил потомство только один:
      -         - Лобанов-Ростовский, Иван Иванович (1731) (1731—1791), поручик, женат на кнж. Екатерине Александровне Куракиной, троюродной сестре Петра II
          - Лобанов-Ростовский, Александр Иванович (1754—1830), генерал-майор, основатель старшей ветви рода Лобановых
          - Лобанов-Ростовский, Дмитрий Иванович (1758—1838), генерал от инфантерии, министр юстиции, холост, его внебрачное потомство носило фамилию Дмитревских
          - Лобанов-Ростовский, Яков Иванович (1760—1831), генерал-губернатор Малороссии, основатель младшей ветви рода

  - Лобанов-Ростовский, Александр Иванович (казнён 1677), воевода в Великих Луках, окольничий

Род князей Лобановых-Ростовских был внесён в V часть дворянских родословных книг губерний Воронежской, Новгородской, Саратовской и Смоленской.

## Старшая ветвь
- Лобанов-Ростовский, Александр Иванович (1754—1830), генерал-майор, московский губернский предводитель дворянства, женат на Анне Никифоровне Масловой
  - Лобанов-Ростовский, Алексей Александрович (1786—1848), сенатор, рязанский гражданский губернатор, владелец дома на Большой Морской, женат на грф. Александре Григорьевне Кушелевой, наследнице усадьбы Хворостьево
    - Лобанов-Ростовский, Григорий Алексеевич (1820-72), женат на Ольге Леонтьевне Нефедьевой
      - Лобанов-Ростовский, Анатолий Григорьевич (1859—1907), дипломат, женат на Хариклии Ризо-Рангабе, дочери греческого посла
        - Лобанов-Ростовский, Андрей Анатольевич (1892—1979), советолог, профессор Мичиганского университета, у него сыновья и внуки

    - Лобанов-Ростовский, Николай Алексеевич (1826-87), гвардии ротмистр, женат на Анне Ивановне Шаблыкиной
      - Лобанов-Ростовский, Алексей Николаевич (1862—1921), член Государственного совета, председатель совета Русского собрания, женат на Елизавете Степановне Ралли
      - Иван Николаевич Лобанов-Ростовский (1866—1947) — камер-юнкер, коллежский советник
        - Дмитрий Иванович Лобанов-Ростовский (1907—1948), жена Ирина Васильевна Вырубова Никита Лобанов-Ростовский в окружении фамильных портретов

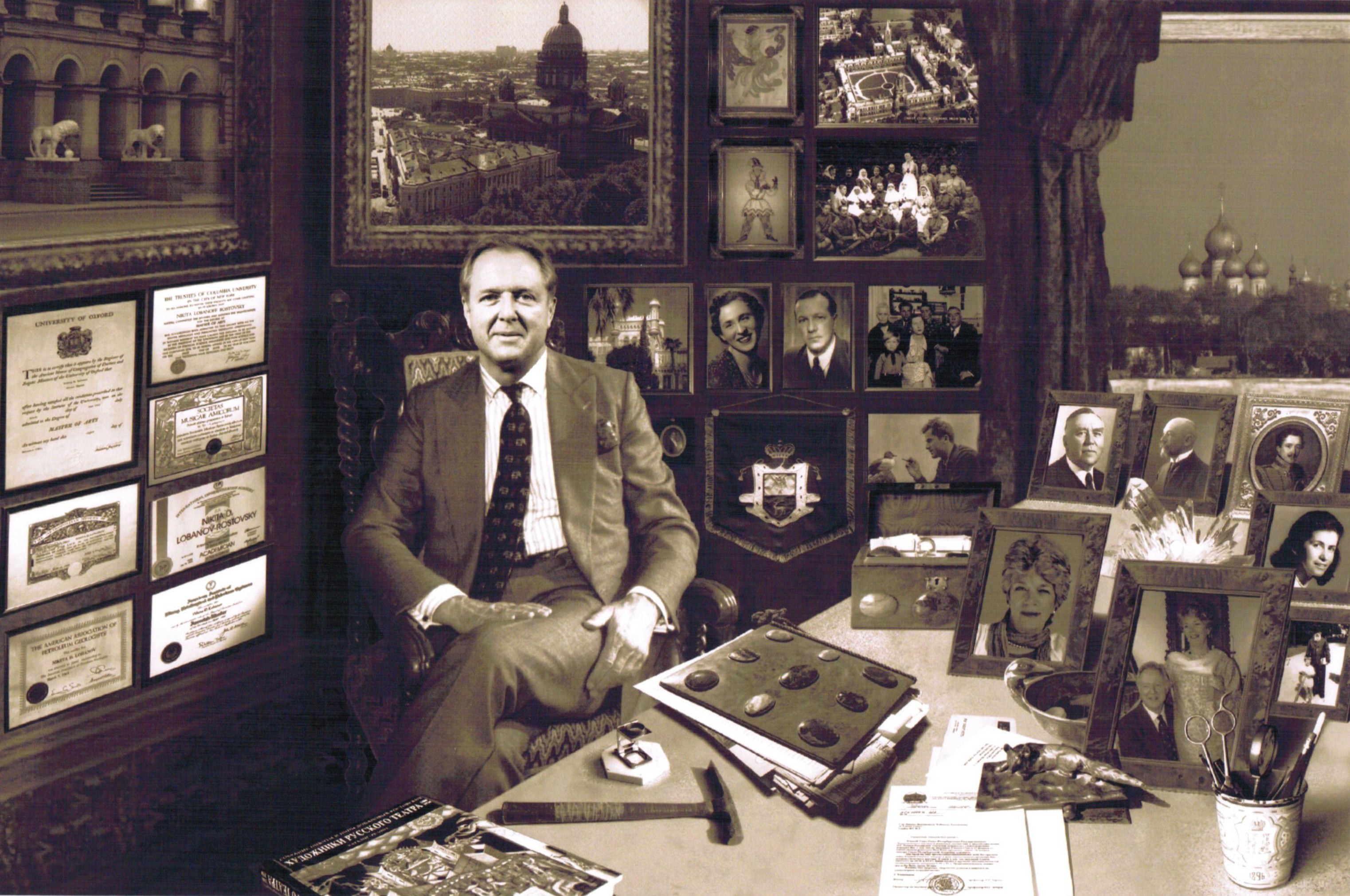
Никита Лобанов-Ростовский в окружении фамильных портретов

          -  Лобанов-Ростовский, Никита Дмитриевич (род. 1935), предприниматель, коллекционер театральной живописи, основатель музея Лобановых-Ростовских в Филях

  - Лобанов-Ростовский, Иван Александрович (1788—1869), сенатор, действительный тайный советник, женат на Елизавете Петровне Киндяковой
  - Лобанов-Ростовский, Борис Александрович (1794—1863), камергер, воронежский губернский предводитель дворянства, женат на Олимпиаде Михайловне Бородиной
    - Лобанов-Ростовский, Михаил Борисович (1819-58), флигель-адъютант князя М. С. Воронцова, женат на св. кнж. Анастасии Ивановне Паскевич, дочери князя Варшавского
    - Лобанов-Ростовский, Александр Борисович (1821-75), церемониймейстер, женат на кнж. Екатерине Ильиничне Долгоруковой
    - Лобанов-Ростовский, Алексей Борисович (1824-96), полномочный посол, министр иностранных дел, инициатор создания Русского генеалогического общества, издатель «Русской родословной книги», коллекционер портретов и монет, холост.
    - Лобанов-Ростовский, Яков Борисович (1828-78), женат на кнж. Вере Николаевне Долгоруковой (03.09.1848, Париж— ?)

## Младшая ветвь

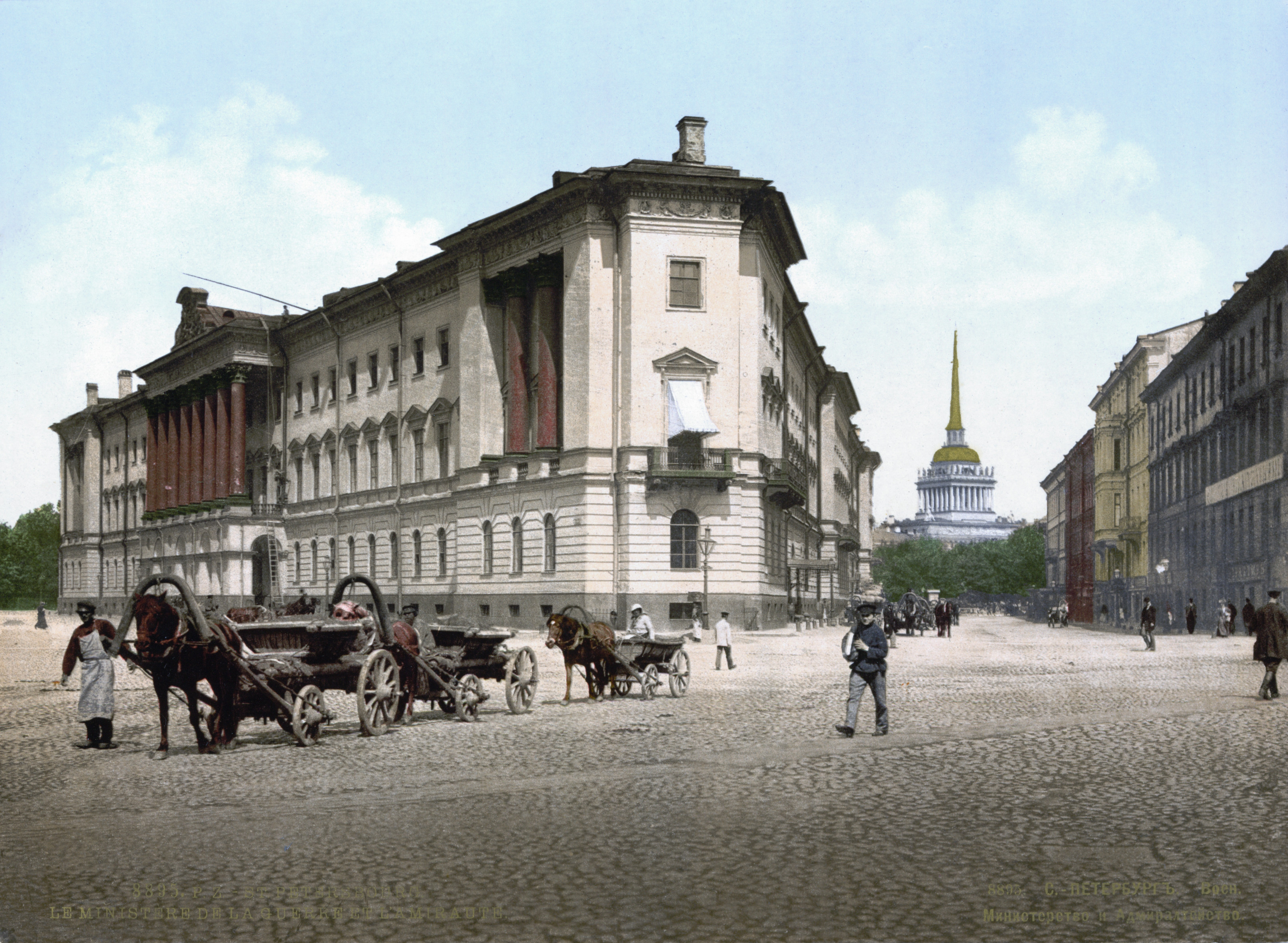
Дом Лобанова-Ростовского на Адмиралтейском проспекте в Петербурге

- Лобанов-Ростовский, Яков Иванович (1760—1831), генерал-губернатор Малороссии, обер-камергер, женат на Александре Николаевне Салтыковой, наследнице усадьбы Александрино
  - Лобанов-Ростовский, Александр Яковлевич (1788—1866), генерал-майор, коллекционер, основатель и первый командор Императорского Российского яхт-клуба, владелец дворца на Адмиралтейском проспекте, женат на грф. Клеопатре Ильиничне Безбородко
  - Лобанов-Ростовский, Алексей Яковлевич (1795—1848), генерал-лейтенант, дипломат, женат на св. кнж. Софье Петровне Лопухиной
    - Лобанов-Ростовский, Николай Алексеевич (1823-97), егермейстер
    - Лобанов-Ростовский, Дмитрий Алексеевич (1825—1908), генерал-лейтенант, женат на кнж. Александре Александровне Чернышевой, дочери военного министра; у них два сына

  - Лобанова-Ростовская, Мария Яковлевна (1789—1854), жена обер-гофмейстера К. А. Нарышкина

В новом бревенчатом доме на территории «города мастеров» в московском парке Фили Н. Д. Лобанов-Ростовский организовал в 2001 году музей, посвящённый истории своего рода.